# Copris sorex
Copris sorex là một loài bọ cánh cứng trong họ Bọ hung (Scarabaeidae).